# Клод Халіль Аль-Хаджаль
Пані Клод Халіль Аль-Хаджаль (Claude Hajal Dimashkieh) — ліванський дипломат. Надзвичайний і Повноважний Посол Лівану в Україні (2013—2017).

## Життєпис
У 1994 році закінчила Ліванський університет, факультет політичних наук. Володіє англійською, арабською та французькою мовами.
З 1994 року на дипломатичній службі при Міністерстві закордонних справ Лівану. Вона була першим секретарем ліванського посольства в Йорданії, а пізніше — радником у посольстві Лівану в Каїрі.
У 2013—2017 рр. — Надзвичайний і Повноважний Посол Лівану в Києві, Україна
29 липня 2013 року — вручила копії вірчих грамот Спеціальному представнику України з питань Близького Сходу та Африки Геннадію Латію
13 вересня 2013 року — вручила вірчі грамоти Президенту України Віктору Януковичу.
|  | Дорогі українські друзі, в минулому році ви пройшли через багато труднощів. Але я сподіваюся, що важкі часи скоро пройдуть, а цінності, за які борються всі українці, збережуться і зміцняться. Нарешті, я хотіла б підняти келих за Ліван і за Україну, а також за особливі зв'язки між нашими двома країнами, і надію, що мир, в кінцевому рахунку, візьме гору |

З 13 листопада 2017 року — Надзвичайний і Повноважний Посол Лівану в Республіці Кіпр.

## Сім'я
- Чоловік — Рамез Димечкі (Ramez Nadim Dimechkie) (* 12.06.1949), дипломат, посол Лівану в Німеччині (18.07.2007 — 11.06.2013)[8].
- Має доньку